# Paseky nad Jizerou
Paseky nad Jizerou település Csehországban, Semilyi járásban. Paseky nad Jizerou Kořenov, Rokytnice nad Jizerou, Zlatá Olešnice, Harrachov, Vysoké nad Jizerou és Jablonec nad Jizerou településekkel határos. Lakosainak száma 247 fő (2024. január 1.).

## Népesség
A település lakosságának változását az alábbi diagram mutatja:
| Lakosok száma | 1516 | 1340 | 1019 | 539  | 367  | 243  | 244  | 249  | 255  | 247  |
|               | 1869 | 1900 | 1921 | 1961 | 1980 | 2011 | 2016 | 2019 | 2021 | 2024 |